# Luther Allison
Luther Allison (Widener, 17 augustus 1939 – Madison (Wisconsin), 12 augustus 1997) was een Amerikaanse blueszanger, -gitarist en songwriter.

## Biografie
In zijn jeugd groeide hij op met het luisteren naar gospelmuziek. In 1951 verhuisde Allisons familie naar Chicago, waar hij zich aansloot bij de gospelgroep Southern Travellers. Door de invloed van zijn broer Ollie Lee verschoof zijn interesse zich steeds meer naar de blues en vanaf 1954 speelde hij in de bluesband van zijn broer. In 1957 verliet hij hen en vormde hij een band met zijn broer Grant, die eerst The Rolling Stones heette en later werd omgedoopt tot de Four Jivers. Hij werkte eerder in clubs in Chicago als sideman voor muzikanten als Magic Sam, Otis Rush en Freddie King.
In 1965 nam hij zijn eerste single op, gevolgd door zijn eerste album Love Me Mama in 1967. In 1969 maakte hij een veelgeprezen optreden op het Ann Arbor Blues Festival. Tegelijkertijd werd zijn stijl meer rockend, wat zijn carrière een boost in populariteit gaf.
Na verschillende tournees in de Verenigde Staten ging Allison halverwege de jaren 1970 ook op tournee door Europa. In 1977 verhuisde hij naar Frankrijk, waar hij 15 jaar woonde. In 1994 maakte Allison een opmerkelijke comeback in Amerika met het album Soul Fixin' Man. Zowel hijzelf als het album wonnen elk vier Handy Awards. In de daaropvolgende jaren ontving Allison talloze onderscheidingen, zoals o.a. met de Living Blues Award 1995 als beste live act. In 1996 ontving hij de prijs in vijf categorieën, waaronder beste mannelijke bluesartiest en opnieuw beste live-artiest. In 1997 ontving hij de prijs in drie categorieën en in 1998 werd hij uitgeroepen tot beste gitarist en blueszanger.
Luther Allison werd postuum opgenomen in de Blues Hall of Fame in 1998. Zijn zoon Bernard Allison is ook een begenadigd bluesgitarist.

## Overlijden
Luther Allison werd tijdens een tournee in de zomer van 1997 gediagnosticeerd met longkanker. Hij overleed in augustus 1997 op bijna 58-jarige leeftijd.

## Discografie

### Studioalbums
- 1969: Love Me Mama
- 1973: Bad News Is Coming
- 1974: Luther's Blues
- 1975: Night Life
- 1977: Love Me Papa
- 1979: Gonna Be a Live One in Here Tonight
- 1979: Southside Safari
- 1979: Power Wire Blues
- 1980: Time
- 1984: Let's Have a Natural Ball
- 1984: Life Is a Bitch
- 1985: Here I Come
- 1987: Serious
- 1989: Let's try it again
- 1992: Hand Me Down My Moonshine
- 1994: Soul Fixin' Man
- 1994: Bad Love
- 1995: Blue Streak (Living Blues Award 1996 beste album)
- 1987: Rich Man
- 1996: Rick Moon
- 1997: Reckless
- 2002: Pay It Forward
- 2003: Standing at the Crossroad
- 2007: Underground

### Live-opnamen
- 1979: Live in Paris (heruitgegeven 2001)
- 1979: Live
- 1996: Live '89
- 1989: More From Berlin
- 1996: Live In Montreux
- 1999: Live in Chicago (Living Blues Award 2000 beste album)
- 2001: Live In Paradise, DVD
- 2010: Songs from the road Montreal Jazz Festival 2007 (CD+DVD Ruf Record GMBH)

### Gastoptredens
- 1969: Johnny Shines Johnny Shines With Big Walter Horton
- 1969: Shakey Jake Further on Up the Road
- 1969: Sunnyland Slim Slim's Got His Thing Goin' on
- 1991: Blues Company Damn! Let's Jam
- 1995: Joanna Connor Band: Rock and Roll Gypsy
- 1996: Otis Grand Perfume and Grime
- 1998: Hound Dog Taylor: A Tribute
- 1999: Jimmy Johnson Every Road Ends Somewhere
- 2001: Bernard Allison Hang On!
- 2006: Otis Rush Otis Rush & Friends: Live At Montreux 1986